# Atlantis (Flugzeug)

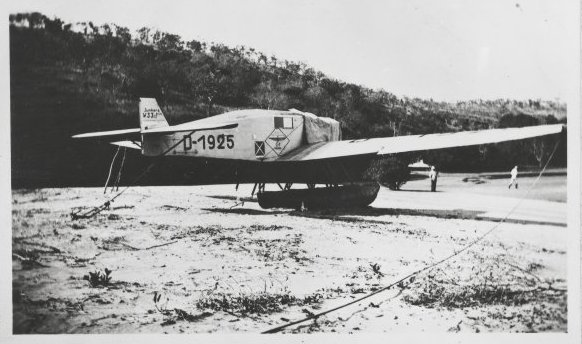
Die Atlantis auf einem Strand in West-Australien

Atlantis war der Name eines Flugzeugs des Typs Junkers W 33c. Das als Wasserflugzeug ausgestattete Exemplar mit dem Luftfahrzeugkennzeichen D-1925 (Werknr. 2542) sollte 1932 zu Werbezwecken nach Australien fliegen. Mit der Flugreise waren der Pilot Hans Bertram und der Mechaniker Adolf Klausmann als Begleitung beauftragt. Sie mussten im Mai 1932 auf der Strecke von Kupang nach Darwin in einem Sturm notlanden. Sie landeten bei Cape Lambert in der Kimberley-Region.
Sie wurden nach 53 Tagen gerettet. Das Flugzeug wurde geborgen und nach Deutschland zurückgebracht. 1934 erfolgte der Umbau der Maschine zur W 33c3e, wobei der L-5-Motor (310 PS) durch einen des Typs L-5G mit 340 PS ersetzt wurde. Im März 1934 war die D-1925 bei der DVS GmbH eingesetzt. Über den weiteren Verbleib ist nichts bekannt. Der linke Schwimmer, den die Besatzung als Boot verwendet hatte, wurde 1978 wiederentdeckt.

## Filme
- Flug in die Hölle, 1977, Regie, Drehbuch mit Hans Bertram
- Flug in die Hölle (Flight into hell), 1985, deutsch-australische Serie in 6 Teilen nach dem Roman von Bertram.
- Notlandung. in der ZDF-Reihe Höllenfahrten, 1999